# Liste der Kulturdenkmale in Breitungen/Werra
Die Liste der Kulturdenkmale in Breitungen/Werra umfasst die als Ensembles, Straßenzüge und Einzeldenkmale erfassten Kulturdenkmale in der thüringischen Gemeinde Breitungen/Werra im Landkreis Schmalkalden-Meiningen mit dem Stand vom 24. Februar 2025.
Die Angaben in der Liste ersetzen nicht die rechtsverbindliche Auskunft der zuständigen Denkmalschutzbehörde.

## Legende
- Bild: zeigt ein Bild des Kulturdenkmals und gegebenenfalls einen Link zu weiteren Fotos des Kulturdenkmals im Medienarchiv Wikimedia Commons
- Bezeichnung: Name, Bezeichnung oder die Art des Kulturdenkmals
- Lage: Wenn vorhanden Straßenname und Hausnummer des Kulturdenkmals; Grundsortierung der Liste erfolgt nach dieser Adresse. Der Link Karte führt zu verschiedenen Kartendarstellungen und nennt die Koordinaten des Kulturdenkmals.
 Kartenansicht, um Koordinaten zu setzen – in dieser Kartenansicht sind Kulturdenkmale ohne Koordinaten mit einem roten bzw. orangen Marker dargestellt und können in der Karte gesetzt werden. Kulturdenkmale ohne Bild sind mit einem blauen bzw. roten Marker gekennzeichnet, Kulturdenkmale mit Bild mit einem grünen bzw. orangen Marker.
- Datierung: gibt das Jahr der Fertigstellung beziehungsweise das Datum der Erstnennung oder den Zeitraum der Errichtung an
- Beschreibung: bauliche und geschichtliche Einzelheiten des Kulturdenkmals, vorzugsweise die Denkmaleigenschaften
- ID: Die ID identifiziert das Kulturdenkmal eindeutig. In Thüringen sind aktuell keine IDs veröffentlicht. In der ID-Spalte kann sich auch folgendes Icon  befinden, dies führt zu Angaben zu diesem Kulturdenkmal bei Wikidata.

## Ensembles
| Bild                           | Bezeichnung                           | Lage               | Datierung | Beschreibung | ID |
| ------------------------------ | ------------------------------------- | ------------------ | --------- | ------------ | -- |
| weitere Bilder Fotos hochladen | Friedhof mit Wiegehaus / Friedenspark | Breitungen (Karte) |           |              |    |
| BW                             | Kennzeichnendes Platzbild Marktplatz  | Breitungen (Karte) |           |              |    |

## Einzeldenkmale nach Gemarkungen

### Breitungen
| Bild                                    | Bezeichnung                                            | Lage                                                                         | Datierung | Beschreibung                              | ID |
| --------------------------------------- | ------------------------------------------------------ | ---------------------------------------------------------------------------- | --------- | ----------------------------------------- | -- |
| BW                                      | Gehöft Gut Craimar                                     | Breitungen, 3 (Karte)                                                        |           |                                           |    |
| BW                                      | Wohn- und Geschäftshaus                                | Breitungen, Am Kloster 4 (Karte)                                             |           |                                           |    |
| weitere Bilder Fotos hochladen          | Evangelische Pfarrkirche St. Marien                    | Breitungen, Am Kloster 5 (Karte)                                             |           | mit Ausstattung                           |    |
| BW                                      | Kirchhof                                               | Breitungen, Am Kloster 5 (Karte)                                             |           |                                           |    |
| BW                                      | Grabsteine                                             | Breitungen, Am Kloster 5 (Karte)                                             |           |                                           |    |
| BW                                      | Kirchhofmauer                                          | Breitungen, Am Kloster 5 (Karte)                                             |           |                                           |    |
| BW                                      | Ehemaliges Gut, ehemalige Tabakfabrik Engelshof        | Breitungen, Am Kloster 7, 8, 9 (Karte)                                       |           |                                           |    |
| BW                                      | Villa am Köpfchen                                      | Breitungen, Am Köpfchen 1 (Karte)                                            |           | mit Grundstück                            |    |
| BW                                      | Einfriedung                                            | Breitungen, Am Köpfchen 1 (Karte)                                            |           |                                           |    |
| BW                                      | Gerichtsstätte mit Linde und Gedenkstein               | Breitungen, Am Markt (Karte)                                                 |           |                                           |    |
| BW                                      | Brunnen                                                | Breitungen, Am Markt (Karte)                                                 |           |                                           |    |
| BW                                      | Gehöft                                                 | Breitungen, Am Markt 2 (Karte)                                               |           |                                           |    |
| BW                                      | Forsthaus                                              | Breitungen, Am Markt 4 (Karte)                                               |           |                                           |    |
| BW                                      | Gasthaus Zur Linde                                     | Breitungen, Am Markt 5 (Karte)                                               |           |                                           |    |
| BW                                      | Saalbau Zur Linde                                      | Breitungen, Am Markt 5 (Karte)                                               |           |                                           |    |
| BW                                      | Pfarrhof                                               | Breitungen, Amtsstraße 10 (Karte)                                            |           |                                           |    |
| BW                                      | Amtshaus                                               | Breitungen, Amtsstraße 12 (Karte)                                            |           |                                           |    |
| BW                                      | Gutshaus, sogenanntes Rußwurmsches Haus                | Breitungen, Amtsstraße 27a, 27b (Karte)                                      |           |                                           |    |
| BW                                      | Umfriedungsmauer                                       | Breitungen, Amtsstraße 27a, 27b (Karte)                                      |           |                                           |    |
| BW                                      | Torbogen                                               | Breitungen, Amtsstraße 27a, 27b (Karte)                                      |           |                                           |    |
| BW                                      | Friedhofskapelle                                       | Breitungen, Craimar 5 (Karte)                                                |           |                                           |    |
| BW                                      | Ehrenfriedhof (sowjetisch)                             | Breitungen, Craimar 5 (Karte)                                                |           |                                           |    |
| BW                                      | Wirtschaftsgebäude                                     | Breitungen, Eisenacher Straße 5 (Karte)                                      |           |                                           |    |
| BW                                      | Gehöft                                                 | Breitungen, Eisenacher Straße 6 (Karte)                                      |           |                                           |    |
| BW                                      | Wohnhaus                                               | Breitungen, Eisenacher Straße 7 (Karte)                                      |           |                                           |    |
| BW                                      | Wohnhaus                                               | Breitungen, Eisenacher Straße 8 (Karte)                                      |           | mit Ausstattung                           |    |
| BW                                      | Nebengebäude                                           | Breitungen, Eisenacher Straße 8 (Karte)                                      |           |                                           |    |
| BW                                      | Wohnhaus, Kapelle                                      | Breitungen, Eisenacher Straße 12 (Karte)                                     |           |                                           |    |
| BW                                      | Villa                                                  | Breitungen, Eisenacher Straße 37 (Karte)                                     |           |                                           |    |
| BW                                      | Spritzenhaus                                           | Breitungen, Gartenstraße 1 (Karte)                                           |           |                                           |    |
| BW                                      | Wohnhaus                                               | Breitungen, Hauptstraße 40; Gasse 4 (Karte)                                  |           |                                           |    |
| BW                                      | Schmiede                                               | Breitungen, Meininger Straße 25 (Karte)                                      |           | mit Ausstattung                           |    |
| BW                                      | Wohnhaus                                               | Breitungen, Meininger Straße 6 (Karte)                                       |           | mit Ausstattung                           |    |
| BW                                      | Wohnhaus                                               | Breitungen, Meininger Straße 7 (Karte)                                       |           |                                           |    |
| BW                                      | Umfriedungsmauer                                       | Breitungen, Meininger Straße 7 (Karte)                                       |           |                                           |    |
| BW                                      | Torpfosten                                             | Breitungen, Meininger Straße 7 (Karte)                                       |           |                                           |    |
| BW                                      | Wohnhaus                                               | Breitungen, Nürnberger Straße 17 (Karte)                                     |           | mit Ausstattung; laut Luftbild abgerissen |    |
| Direkt Bild zu diesem Denkmal hochladen | Scheune                                                | Breitungen, Nürnberger Straße 17                                             |           | laut Luftbild abgerissen                  |    |
| BW                                      | Wegweiserstein                                         | Breitungen, Pleßstraße, nahe dem Standort des ehemaligen Plesshauses (Karte) |           |                                           |    |
| BW                                      | Ehem. Kulturhaus VEB Solidor, sogenannter Suppenpalast | Breitungen, Poststraße 2b (Karte)                                            |           |                                           |    |
| BW                                      | Villa                                                  | Breitungen, Poststraße 3 (Karte)                                             |           | mit Ausstattung                           |    |
| BW                                      | Garten                                                 | Breitungen, Poststraße 3 (Karte)                                             |           |                                           |    |
| weitere Bilder Fotos hochladen          | Fabrikgebäude Metallwarenfabrik                        | Breitungen, Poststraße 5 (Karte)                                             |           |                                           |    |
| weitere Bilder Fotos hochladen          | Rathaus                                                | Breitungen, Rathausstraße 24 (Karte)                                         |           |                                           |    |
| BW                                      | Wohnhaus                                               | Breitungen, Rathausstraße 55 (Karte)                                         |           |                                           |    |
| BW                                      | Gehöft                                                 | Breitungen, Salzunger Straße 12 (Karte)                                      |           |                                           |    |
| Fotos hochladen                         | Kulturhaus und Wohnhaus                                | Breitungen, Salzunger Straße 24 (Karte)                                      |           |                                           |    |
| BW                                      | Schule                                                 | Breitungen, Schulstraße 1 (Karte)                                            |           |                                           |    |
| Fotos hochladen                         | Jagdhaus Seeblick                                      | Breitungen, Seeblick 1 (Karte)                                               |           |                                           |    |
| BW                                      | Wegweiser                                              | Breitungen, Ecke Rathausstraße/Bahnhofstraße (Karte)                         |           |                                           |    |

### Farnbach
| Bild | Bezeichnung                 | Lage                                                            | Datierung | Beschreibung | ID |
| ---- | --------------------------- | --------------------------------------------------------------- | --------- | ------------ | -- |
| BW   | Grabanlage Amtsmann Göcking | Farnbach, Farnbach 2, in der ehem. Gärtnerei Hilgendorf (Karte) |           |              |    |

### Herrenbreitungen
| Bild                                    | Bezeichnung                                 | Lage                                                                  | Datierung | Beschreibung    | ID |
| --------------------------------------- | ------------------------------------------- | --------------------------------------------------------------------- | --------- | --------------- | -- |
| weitere Bilder Fotos hochladen          | Evangelische Kirche St. Michael             | Herrenbreitungen, Bei der Kirche 1a; Schloß (Karte)                   |           | mit Ausstattung |    |
| BW                                      | Kirchhof                                    | Herrenbreitungen, Bei der Kirche 1a; Schloß (Karte)                   |           |                 |    |
| weitere Bilder Fotos hochladen          | Untere Mühle                                | Herrenbreitungen, Gasse 1 (Karte)                                     |           |                 |    |
| BW                                      | Wohnhaus                                    | Herrenbreitungen, Gasse 5 (Karte)                                     |           |                 |    |
| BW                                      | Nebengebäude                                | Herrenbreitungen, Gasse 5 (Karte)                                     |           |                 |    |
| BW                                      | Wohnhaus                                    | Herrenbreitungen, Gasse 7 (Karte)                                     |           | mit Ausstattung |    |
| BW                                      | Nebengebäude                                | Herrenbreitungen, Gasse 7 (Karte)                                     |           |                 |    |
| BW                                      | Metallwarenfabrik                           | Herrenbreitungen, Hauptstraße 9 (Karte)                               |           |                 |    |
| BW                                      | Nebengebäude                                | Herrenbreitungen, Hauptstraße 9 (Karte)                               |           |                 |    |
| BW                                      | Gasthof Burg Breitungen                     | Herrenbreitungen, Hauptstraße 11 (Karte)                              |           |                 |    |
| BW                                      | Gehöft                                      | Herrenbreitungen, Hauptstraße 12 (Karte)                              |           |                 |    |
| BW                                      | Herrenbreitunger Schule                     | Herrenbreitungen, Hauptstraße 37 (Karte)                              |           | mit Ausstattung |    |
| BW                                      | Nebengebäude                                | Herrenbreitungen, Hauptstraße 37 (Karte)                              |           |                 |    |
| BW                                      | Gasthaus Anacker                            | Herrenbreitungen, Hauptstraße 44 (Karte)                              |           | mit Ausstattung |    |
| BW                                      | Nebengebäude                                | Herrenbreitungen, Hauptstraße 44 (Karte)                              |           |                 |    |
| BW                                      | Wohnhaus                                    | Herrenbreitungen, Hauptstraße 60 (Karte)                              |           |                 |    |
| weitere Bilder Fotos hochladen          | Basilika, ehemalige Benediktinerabteikirche | Herrenbreitungen, Schloß 2 (Karte)                                    |           |                 |    |
| weitere Bilder Fotos hochladen          | Schloss Breitungen                          | Herrenbreitungen, Schloß 3,3a; Auf dem Burghügel (Karte)              |           |                 |    |
| BW                                      | Trusebrücke                                 | Herrenbreitungen, Stockbornstraße o. Nr.; An der Truse; Gasse (Karte) |           |                 |    |
| Direkt Bild zu diesem Denkmal hochladen | Dorfbrunnen                                 | Herrenbreitungen, im Ortszentrum                                      |           |                 |    |